# 蔣經國紀念歌
《蔣經國紀念歌》全稱《蔣故總統 經國先生紀念歌》，是為了緬懷故去的中華民國總統蔣經國而創作的紀念組曲，創作於1988年。曲作者黃友棣，亦即1975年蔣中正逝世後《蔣公紀念歌》的譜寫者。

## 曲目
- 山高水遠的恩情（詞作者：黃瑩）
- 歌頌一位平凡的偉人（詞作者：黃瑩）
- 懷念與敬愛（詞作者：沈立）
- 歷史的明燈（作詞：錢慈善   作曲：謝君儀   編曲：詹森雄）
- 他永遠活在我們心中（詞曲作者：林家慶）